# Rivelatore d'inviluppo
In elettronica, il rivelatore d'inviluppo è un circuito la cui uscita approssima l'inviluppo, cioè la sequenza dei massimi, di un segnale di ingresso.  Il suo uso più caratteristico è nelle telecomunicazioni, come demodulatore per i segnali modulati in ampiezza.

## Rivelatore d'inviluppo a diodo
Di seguito è mostrato il circuito elettrico di un rivelatore di inviluppo a diodo con la relativa forma d'onda del segnale in uscita:
Durante i picchi positivi del segnale modulato v(t) il diodo è in conduzione e il condensatore si carica molto rapidamente essendo la resistenza del diodo in conduzione di poche decine di ohm. Tra due picchi successivi il diodo è interdetto ed il condensatore si scarica sul resistore R finché non giunge un nuovo picco positivo del segnale modulato a ricaricare il condensatore.
Il dimensionamento della costante di tempo {\displaystyle \tau =RC} è fondamentale. Infatti se è troppo grande, il condensatore si scarica molto lentamente sul resistore R per cui vm(t) non riesce a seguire l'inviluppo del segnale modulato v(t). Se invece è troppo piccola il condensatore si scarica troppo rapidamente sulla resistenza R. In entrambi i casi non si ha una buona ricostruzione dell'inviluppo del segnale v(t).
Indicando con f(max) la massima frequenza contenuta nel segnale modulante si può dimostrare che il valore ottimale della costante di tempo è data dalla seguente relazione:
Dove {\displaystyle m_{a}} indica l'indice di modulazione in uso. Dalla formula precedente si evince che se {\displaystyle m_{a}=1} {\displaystyle RC=0}, indicando la presenza di forti distorsioni nella ricostruzione del segnale. Normalmente nelle trasmissioni radio {\displaystyle m_{a}=0.4} (40%) e il termine {\displaystyle m_{a}^{2}} è trascurabile così come la distorsione introdotta dal rivelatore: 
Di solito si pone C=1200 pF e R=100 {\displaystyle k\Omega }. 
Nell'uso comune, il circuito elettrico del rivelatore prevede altri due filtri, un passa alto e un passa basso, ai capi del condensatore C.
Il filtro passa alto serve ad eliminare la componente continua e lasciar passare le sole armoniche del segnale modulante.
Il filtro passa basso, invece, serve a prelevare un segnale proporzionale al valor medio dell'ampiezza della portante, per realizzare una reazione negativa (Controllo automatico del guadagno) detta CAG, così se il segnale in ingresso del ricevitore diminuisce, il sistema CAG fa aumentare l'amplificazione in modo da mantenere pressoché costante il livello complessivo di potenza sull'altoparlante.